# Doleschallia coronata
Doleschallia coronata är en fjärilsart som beskrevs av Hans Fruhstorfer 1912. Doleschallia coronata ingår i släktet Doleschallia och familjen praktfjärilar. Inga underarter finns listade i Catalogue of Life.